# نينل كوندي
ولدت نينل هيرريرا كوندي بتاريخ (29 سبتمبر 1970)٬ هي مغنية٬ ممثلة ومضيفة برامج مكسيكية٬ ومن أشهر المسلسلات التي شاركت فيها مسلسل بحر الحب.ومثلت كذلك في ادوار الأداء الصوتي منها فيلم ديك مع عدة بيوض.

## روابط خارجية
- نينل كوندي على موقع IMDb (الإنجليزية)
- نينل كوندي على موقع ميوزك برينز (الإنجليزية)
- نينل كوندي على موقع أول موفي (الإنجليزية)
- نينل كوندي على موقع أول ميوزيك (الإنجليزية)
- نينل كوندي على موقع ديسكوغز (الإنجليزية)
- نينل كوندي على موقع قاعدة بيانات الفيلم (الإنجليزية)